# Allogenes (CT)
(Allogenes) (altgriechisch 'Αλλογενής ‚der von einem anderen Geschlecht stammende, Fremdstämmiger‘, zu άλλος allos, deutsch ‚anders, fremd‘ und γένεσις génesis, deutsch ‚Ursprung‘) heißt eine nur teilweise erhaltene apokryphe und gnostische Schrift aus dem 3. Jahrhundert. Sie bildet den vierten Teil des Codex Tchacos (CT 4). Die koptisch überlieferten Erzählungen geben Jesustraditionen wieder und gehen höchstwahrscheinlich auf ein griechisches Original zurück. Der ursprüngliche Titel des Werks ist unbekannt, weil der Anfang des Papyrus fehlt. Der hypothetische Titel von den Erstherausgebern wird deshalb üblicherweise in Klammern gesetzt: (Allogenes). „Allogenes“ ist im Text die Bezeichnung für Jesus.

## Verfasser, Datierung
Der Text bietet keine Anhaltspunkte zur Feststellung der Entstehungszeit oder des Abfassungsortes. Der Verfasser ist unbekannt. Vermutet wird das 3. Jahrhundert als Entstehungszeit. Auch die Textgattung ist nicht eindeutig bestimmbar: Narrative Teile haben eine Nähe zur Evangelienliteratur, eine Offenbarungsrede nimmt breiten Raum ein. Die ursprüngliche Sprache der Schrift war wahrscheinlich griechisch.

## Inhalt
Der Codex Chacos ist der einzige bekannte Textzeuge und nur unvollständig erhalten, somit ist der ursprüngliche Umfang der Schrift unbekannt.
- Bittgebet (der Jünger?) um Erkenntnis der eigenen Herkunft und Zukunft
- Gebet und Proskynese auf dem Berg Thambor
- Versuchungsgeschichte: Allogenes widersteht dem Satan, der sich beschämt zurückzieht
- Bittgebet des Allogenes um Bewahrung vor jeglichem Bösen und um ganze Erleuchtung
- Offenbarungsrede Gottes aus einer Lichtwolke: Zusage an Allogenes, er werde vom Satan nicht festgehalten werden, sondern  „nach oben zu allen großen Äonen“ gehen

Es besteht eine große inhaltliche Nähe zu bestimmten Stellen in „Hypostase der Archonten“ (HA; in: NHC II,2) und der „Ode über Norea“ (OdNor; in: NHC IX,2). Während die übrige „Allogenes“ -Literatur teilweise der sethianischen Gnosis zugeordnet wird, kann dies für den „(Allogenes)“ ausgeschlossen werden. In der Schrift Allogenes, NHC XI,3 ist jedoch von den Büchern des Allogenes die Rede, wovon dieses Buch eines sein könnte.